# Museo de la escuela rural de Asturias
El Museo de la Escuela Rural de Asturias pertenece a la red de museos etnográficos de Asturias.
El museo está situado en la localidad asturiana de Viñón de Cabranes. 
Se abre en agosto de 2002 en un edificio de las antiguas escuelas diseñado por el arquitecto provincial Javier Aguirre Iturralde habiendo sido inauguradas en el año 1908.

## El museo
El museo ofrece una visión de la enseñanza en los pueblos rurales desde finales del siglo XIX hasta 1970. Posee una numerosa colección de piezas de material escolar como libros, libretas, cartillas, mapas o pizarrines.